# Равн, Нильс Фредерик
Нильс Фредерик Равн (дат. Niels Frederik Ravn; 18 июня 1826, Копенгаген, Дания  — 12 июня 1910) — датский военный и государственный деятель, министр иностранных дел Дании (1897—1900).

## Биография

### Военная служба
Родился в семье торговца бельем Стивена Равна и его жены Марии.
В 1838 г. он стал курсантом, в 1848 г. — вторым лейтенантом. С 1845 по 1847 г. принимал участие в составе команды Стина Андерсена Билля в кругосветном плавании на корвете «Галатея». В 1848 г. служил на фрегате Havfruen, в 1849 г. — на фрегате «Тетис» и в 1850 г. на корвете — «Наяды». В 1851 г. он получил звание первого лейтенанта и до 1863 г. преподавал математику в морской военной кадетской академии. В этом качестве он участвовал в походах кадетского корабля в 1852, 1859 и 1861 гг. С 1853 по 1856 г. он одновременно был младшим офицером в архиве морских карт. В 1863 г. он получил звание капитана-лейтенанта. 
Принимал участие в Австро-прусско-датской войне в качестве первого офицера линейного корабля «Фредерик VI». В 1863 г. он перешел в Королевское военное училище в качестве учителя математики и продолжал преподавать после его преобразования в офицерскую школу. В это время он стал известен научными работами, в частности, по измерению степени; состоял в комиссии Den danske Gradmaaling («Датские измерения степени») во главе с генерал-майором Георгом Захарией. В 1868 г. он стал капитаном, в 1873 г. — командором, а в 1885 г. — контр-адмиралом. В 1891 г. вышел в отставку в звании вице-адмирала.

### Государственный деятель
- 1873—1874 гг. — министр военно-морского флота
- 1874—1875 и 1881—1884 гг. — военный министр,
- 1884—1897 гг. — министр военно-морского флота,
- 1897—1900 гг. — министр иностранных дел и министр флота.

### Награды и звания
- Большой крест ордена Данеборг (1881)
- Знак отличия «За заслуги» 1-го класса (1875)
- Орден Слона (1898)